# Jan van Belzen
Jan van Belzen (Kampen, 26 augustus 1954) is een Nederlandse bestuurder en politicus. Hij is lid van de SGP.

## Loopbaan
Van Belzen begon zijn loopbaan als leerkracht op een school en volgde daarnaast een studie geschiedenis waarin hij zijn doctoraalexamen behaalde.
In 1994 werd hij voor de SGP gekozen als gemeenteraadslid van Werkendam. Na de gemeentelijke herindeling met Dussen werd hij op 1 januari 1997 wethouder van Werkendam. Op 16 september 1999 werd Van Belzen burgemeester van de gemeente Graafstroom.
In april 2005 droeg de vertrouwenscommissie van de gemeenteraad in Barendrecht Jan van Belzen unaniem voor als opvolger voor de vertrekkende CDA-burgemeester Thieu van de Wouw, die met pensioen ging. Toen in mei bekend werd dat de voordracht was goedgekeurd, ontstond in kringen rond de PvdA alsnog beroering over de benoeming. Er werd een actiecomité opgericht, 'Democratie JA, Fundamentalisme NEE', dat zich verzette tegen de komst van de SGP'er. De groep wist uiteindelijk 1600 handtekeningen op te halen. Ook de landelijke media besteedden aandacht aan de Barendrechtse burgemeestersbenoeming, maar de 'man in de straat' bleek op voorhand weinig problemen te hebben met de nieuwe burgemeester. Op 1 juli 2005 werd Jan van Belzen daarom feestelijk geïnstalleerd als nieuwe burgemeester. In zijn inauguratierede benadrukte Van Belzen dat hij een burgemeester voor alle Barendrechters wil zijn en riep hij iedereen op hem op zijn daden te beoordelen in plaats van af te gaan op vooroordelen over zijn persoon of achtergrond.
Met de benoeming van Van Belzen als burgemeester was Barendrecht de grootste gemeente door een SGP'er bestuurd, totdat Pieter Verhoeve 13 november 2019 burgemeester werd van Gouda. In juli 2011 en juli 2017 werd hij opnieuw voor een periode van zes jaar als burgemeester van Barendrecht benoemd. Op 19 januari 2021 werd bekendgemaakt dat hij per 1 oktober van dat jaar met pensioen ging.
Eind maart 2022 wordt hij als informateur aangesteld in de gemeente Reimerswaal. Hij praat daarbij niet alleen met de fractievoorzitters maar met alle leden van de fracties.

## Vrouwenstandpunt
In december 2005 stapte Van Belzen op uit het hoofdbestuur van de SGP. Van Belzen kon zich niet vinden in het besluit van het hoofdbestuur om vier lijstverbindingen met de ChristenUnie te weigeren, omdat de ChristenUnie een vrouw op een verkiesbare plaats zette. Inmiddels heeft het hoofdbestuur dat besluit teruggedraaid, omdat er veel kritiek kwam van binnen uit de partij. Van Belzen deelt het vrouwenstandpunt van zijn partij niet.

## Onderscheiding
- Erepenning gemeente Barendrecht (29 september 2021).[3]

- International Standard Name Identifier: 0000 0003 9618 4846
- Nederlandse Thesaurus van Auteursnamen: 149677391
- Virtual International Authority File: 291080862
- WorldCat: E39PBJkHqWmdHGHbcjwdtFyDbd